# Lac Butte des Morts
Le lac Butte des Morts est un lac qui est situé dans l'État du Wisconsin aux États-Unis. 
Le lac Butte des Morts reçoit les eaux des rivières Fox et Wolf. Le lac s'étend depuis la ville de Winneconne au nord jusqu'à celle de Oshkosh au sud où elle se jette dans le lac Winnebago. Le lac s'étend le long de la ville de Butte des Morts.
Le lac Butte des Morts a une superficie de 36 km2. Le lac est dénommé Big Lake Butte des Morts pour sa plus grande étendue et Little Lake Butte des Morts dans sa partie étroite situé au nord.
Son nom date de l'époque de la Nouvelle-France lorsque les premiers explorateurs et coureurs des bois canadiens français découvrirent un important tumulus amérindien à proximité.

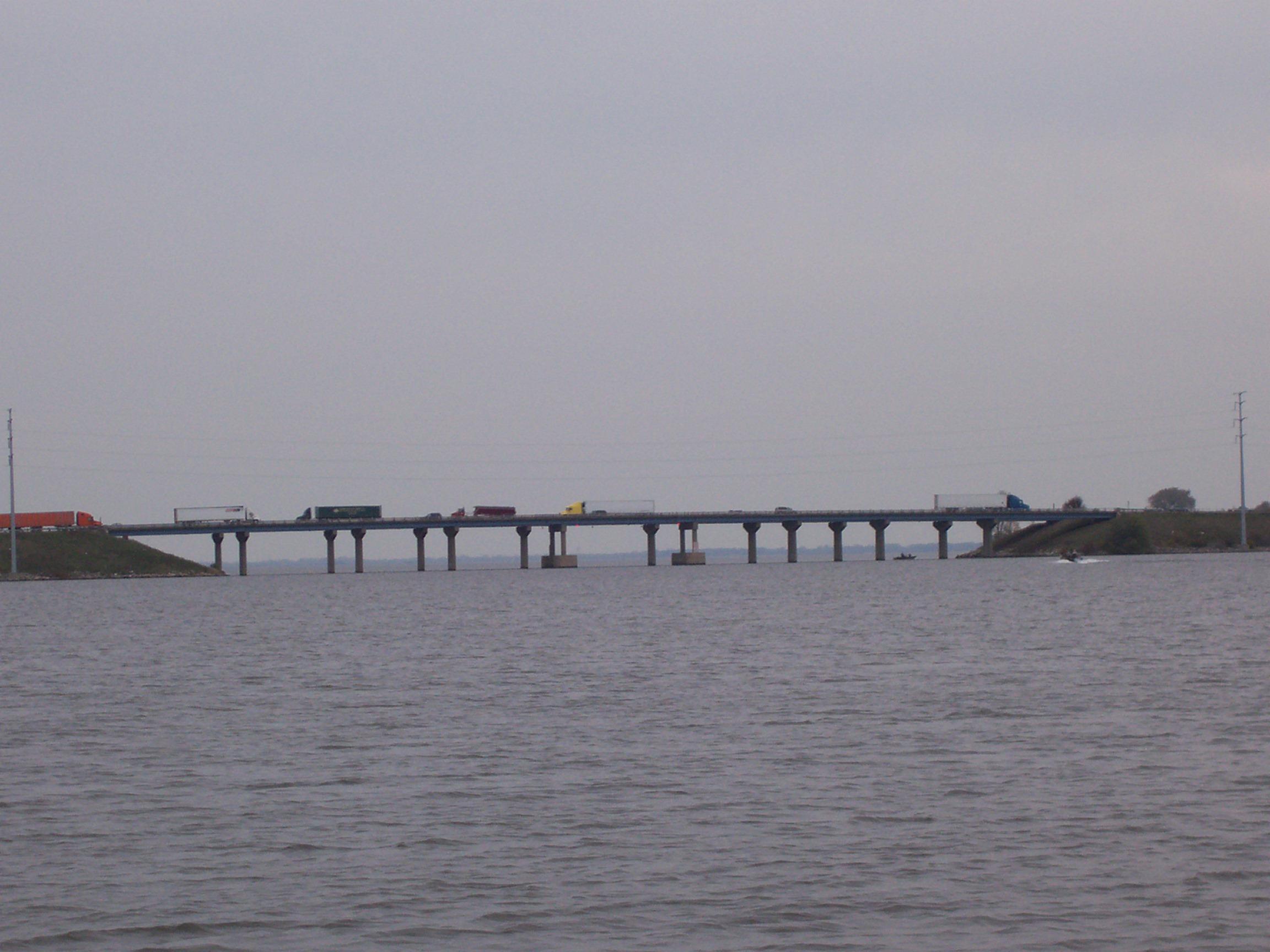
Le pont sur le lac Butte des Morts.

La route U.S. Route 41 enjambe le lac.